# Nordalbingios
Los nordalbingios fue la última tribu sajona en aceptar el cristianismo. Su devoción al paganismo les condujo a un feroz enfrentamiento contra el Imperio Franco de Carlomagno.
Los nordalbingios no aceptaban la conversión forzosa, no cedieron a las embestidas imperiales y siguieron siendo indómitos tras la segunda campaña del emperador en el año 775 cuando prácticamente toda Sajonia fue sometida. Incluso se mantuvieron firmes tras la derrota y rendición del último caudillo pagano sajón Viduquindo en 785.
Participaron en prácticamente todos los levantamientos sajones en 792 junto a eastfalianos, sofocada en 794, y en 796 junto a los engrios, aplastados por Carlomagno y los sajones y eslavos cristianos. 
La última rebelión se produjo en 804, más de treinta años después de la primera campaña de Carlomagno. En esta ocasión la sublevación desembocó en la deportación de 10 000 nordalbingios a Neustria y su territorio cedido a la corona subyugada de los abroditas.